# Diocesi di Fissiana
La diocesi di Fissiana (in latino Dioecesis Fissianensis) è una sede soppressa e sede titolare della Chiesa cattolica.

## Storia
Fissiana, sita forse nella piana di Foussana nell'odierna Tunisia, è un'antica sede episcopale della provincia romana di Bizacena.
Di questa diocesi africana sono noti solo due vescovi donatisti. Donato partecipò al concilio di Cabarsussi, tenuto nel 393 dai massimianisti, setta dissidente dei Donatisti, e ne firmò gli atti; i massimianisti sostenevano la candidatura di Massimiano sulla sede di Cartagine, contro quella di Primiano. Alla conferenza di Cartagine del 411, che vide riuniti assieme i vescovi cattolici e donatisti dell'Africa romana, prese parte il vescovo Turrasio, senza competitore cattolico.
Dal 1933 Fissiana è annoverata tra le sedi vescovili titolari della Chiesa cattolica; dal 19 giugno 2024 il vescovo titolare è Alejandro Daniel Pardo, vescovo ausiliare di Buenos Aires.

## Cronotassi

### Vescovi
- Donato † (menzionato nel 393) (vescovo donatista)
- Turrasio † (menzionato nel 411) (vescovo donatista)

### Vescovi titolari
- Francis Arinze (6 luglio 1965 - 26 giugno 1967 nominato arcivescovo di Onitsha)
- Leo Rajendram Antony † (3 agosto 1968 - 15 febbraio 1974 succeduto vescovo di Trincomalee-Batticaloa)
- Joseph Valerius Sequeira † (20 ottobre 1984 - 24 gennaio 1986 nominato vescovo di Bassein)
- Julio Ojeda Pascual, O.F.M. † (30 marzo 1987 - 28 aprile 2013 deceduto)
- Fernando Martín Croxatto (13 marzo 2014 - 3 agosto 2017 nominato vescovo di Neuquén)
- Darius Trijonis (29 settembre 2017 - 6 giugno 2024 nominato vescovo coadiutore di Šiauliai)
- Alejandro Daniel Pardo, dal 19 giugno 2024